# Тороп, Чарли
Чарли Тороп (настоящие имя и фамилия — Анни Каролайн Понтифекс Тороп) (нидерл. Charley Toorop; 24 марта 1891, Катвейк, Южная Голландия (Нидерланды) — 5 ноября 1955, Берген) — нидерландская художница и литограф.

## Биография
Родилась в семье Яна Торопа, крупнейшего представителя символизма в нидерландской живописи, и Энни Холл. Самоучка.
В мае 1912 года вышла замуж за философа Хэнка Фернхаута, но они развелись в 1917 году. Её сын, Эдгар Фернхаут (1912—1974), также стал художником. Её второй сын, Джон Фернхаут (1913—1987), стал кинорежиссёром, часто работал вместе с Йорисом Ивенсом.
В 1919—1921 г. жила в Париже, в 1922 году переехала в Берген (Северная Голландия).

## Творчество

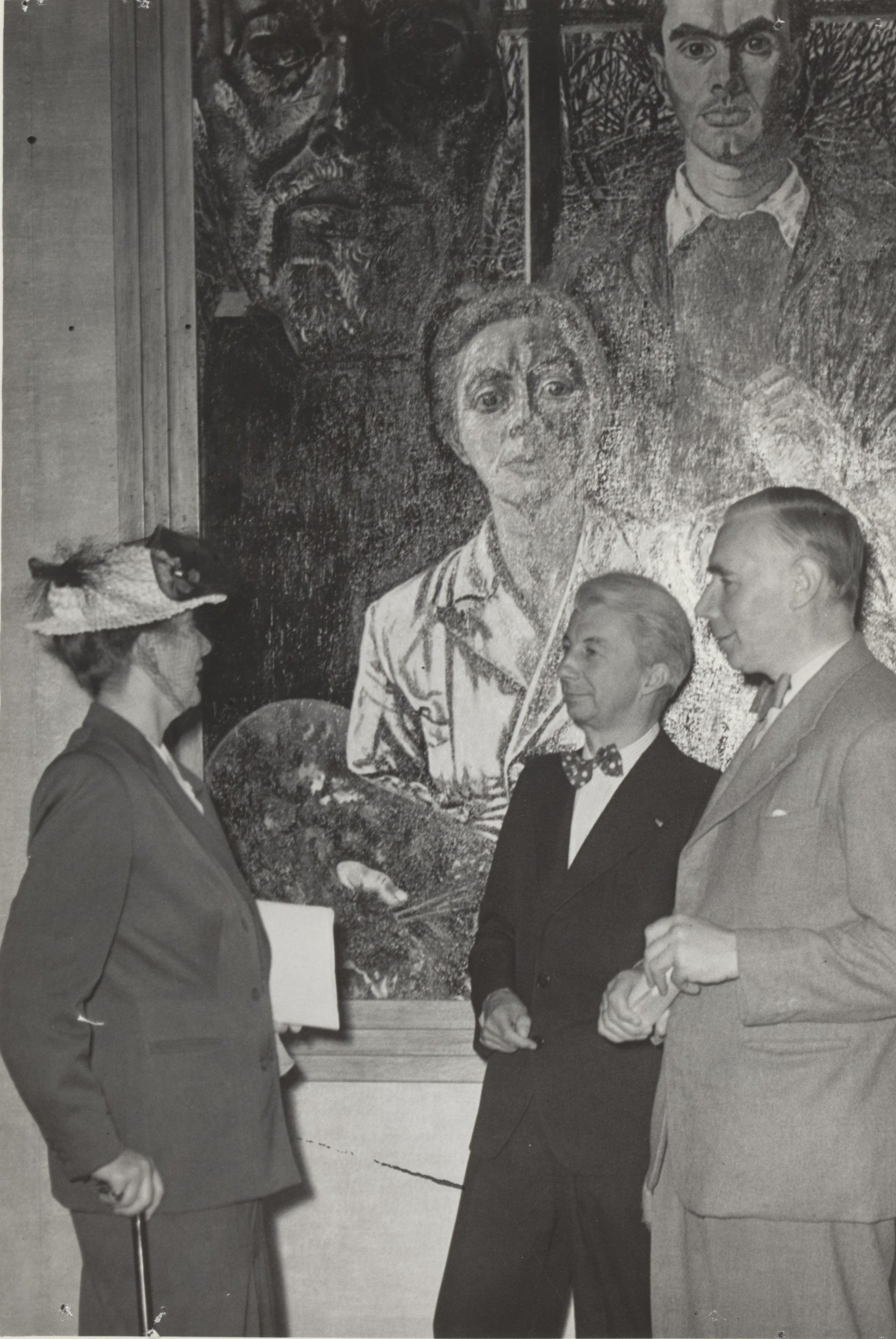
Чарли Тороп у своей картины в музее Амстердама. 1951 г.

С 1916 года была членом группы художников Het Signaal («Сигнал»), стремившихся передать в своих картинах глубокое ощущение реальности с помощью цветовой гаммы и акцентированных линий, а также ярко выраженных цветовых контрастов. Ввиду этого Тороп считается близкой к художественной школе Бергена.
Дружила с другими художниками, например, с Бартом ван дер Леком и Питом Мондрианом. В 1926 году переехала в Амстердам, где прожила два года. После 1928 года создавала картины с большим количеством красного цвета.
С 1937 её полотна отличаются большой выразительностью. Поздние работы художницы относятся в основном к жанру религиозной живописи.
Как литограф, Тороп создала ряд книжных иллюстраций, а также календарей. Один из них, с автопортретом художницы, был выпущен тиражом около миллиона экземпляров.